# Norbert Rivasz-Tóth
Norbert Rivasz-Tóth (Törökszentmiklós, 6 maggio 1996) è un giavellottista ungherese.

## Biografia
Avvicinatosi all'atletica leggera all'età di 11 anni, Rivasz-Tóth ha partecipato alle prime competizioni nazionali nel 2010 e debuttando internazionalmente nel 2012 ai Mondiali juniores. Dopo aver partecipato alle maggiori competizioni mondiali e continentali di categoria, vincendo una medaglia d'argento ai Mondiali allievi 2013, Rivasz-Tóth ha debutatto nella nazionale seniores nel 2016 prendendo parte agli Europei di Amsterdam. Nel 2017 vince gli Europei under 23 e stabilisce un nuovo record nazionale.. Misura che ha migliorato nel corso dei gruppi di qualificazione ai Mondiali 2019, evento in cui è arrivato nono in finale. Rivasz-Tóth ha preso parte ai Giochi olimpici posticipati di Tokyo 2020 non andando oltre i turni di qualificazione.

## Record nazionali
Seniores
- Lancio del giavellotto: 83,42 m ( Doha, 5 ottobre 2019)

## Palmarès
| Anno | Manifestazione  | Sede       | Evento                 | Risultato | Prestazione | Note             |
| ---- | --------------- | ---------- | ---------------------- | --------- | ----------- | ---------------- |
| 2012 | Mondiali U20    | Barcellona | Lancio del giavellotto | 12º       | 66,12 m     |                  |
| 2013 | Mondiali U18    | Donec'k    | Lancio del giavellotto | Argento   | 78,27 m     |                  |
| 2013 | Europei U20     | Rieti      | Lancio del giavellotto | 6º        | 72,41 m     |                  |
| 2014 | Mondiali U20    | Eugene     | Lancio del giavellotto | 15º (q)   | 66,02 m     |                  |
| 2015 | Europei U20     | Eskilstuna | Lancio del giavellotto | 17º (q)   | 67,01 m     |                  |
| 2016 | Europei         | Amsterdam  | Lancio del giavellotto | 27º (q)   | 74,56 m     |                  |
| 2017 | Europei U23     | Bydgoszcz  | Lancio del giavellotto | Oro       | 83,08 m     | Record nazionale |
| 2017 | Mondiali        | Londra     | Lancio del giavellotto | 21º (q)   | 78,76 m     |                  |
| 2017 | Universiadi     | Taipei     | Lancio del giavellotto | 6º        | 78,42 m     |                  |
| 2018 | Europei         | Berlino    | Lancio del giavellotto | 27º (q)   | 69,94 m     |                  |
| 2019 | Universiadi     | Napoli     | Lancio del giavellotto | 5º        | 77,71 m     |                  |
| 2019 | Mondiali        | Doha       | Lancio del giavellotto | 9º        | 79,73 m     |                  |
| 2021 | Giochi olimpici | Tokyo      | Lancio del giavellotto | 22º (q)   | 77,76 m     |                  |
| 2024 | Europei         | Roma       | Lancio del giavellotto | 24º (q)   | 71,32 m     |                  |

## Altre competizioni internazionali
2017
- Bronzo agli Europei a squadre (2nd League) ( Tel Aviv), lancio del giavellotto - 76,25 m

2019
- Bronzo agli Europei a squadre (1st League) ( Sandnes), lancio del giavellotto - 77,04 m

## Competizioni nazionali
- 7 volte campione nazionale nel lancio del giavellotto (dal 2015 al 2021)